# Miroslav
Miroslav je mužské křestní jméno. Podle českého kalendáře má svátek 6. března.
Miroslav je jméno slovanského původu. Moderně je vykládáno pouze jako „mírumilovný, proslavený mírem“. Jeho původní význam byl spíše „oslavovatel světa“, „narozený k oslavě světa“, ze staročeského „slav“ a „mír“ (ve staročeštině slovo znamenalo svět i absenci války, v moderní češtině pouze absenci války). Má také mnoho domáckých a zdrobnělých podob: Míra, Mirda, Mireček. Varianta Mirek přestává být posuzována jako domácká, každoročně je matrikami zapsána přibližně desítce novorozenců v České republice. Probíhá zde tedy emancipace varianty Mirek, která již proběhla např. v případě jmen Radoslav a Radek.
Ženský protějšek je Miroslava. Podobný význam mají jména Bedřich, Friedrich, Irenej, Ireneus, Lubomír, Slavomír.

## Domácké podoby
Mirek, Míra, Mireček, Miri, Mirďa, Mirun

## Statistické údaje
Následující tabulka uvádí četnost jména v ČR a pořadí mezi mužskými jmény ve srovnání různých roků, pro které jsou dostupné údaje MV ČR – lze z ní tedy vysledovat trend v užívání tohoto jména:
| Rok  | Četnost | Pořadí |
| 1999 | 179 838 | 8.     |
| 2002 | 176 337 | 7.     |
| 2006 | 169 597 | 8.     |
| 2007 | 168 008 | 8.     |
| 2011 | 159 812 | 11.    |
| 2013 | 153 681 | 9.     |

Změna procentního zastoupení tohoto jména mezi žijícími muži v ČR (tj. procentní změna se započítáním celkového úbytku mužů v ČR za sledované tři roky 1999–2002) je −1,2%.
V roce 2006 se podle údajů ČSÚ jednalo o 30. nejčastější mužské jméno u novorozenců.

## Cizojazyčné ekvivalenty
- Miroslav – slovenština, slovinština, srbocharvátština, ruština, bulharština, němčina
- Miroslaus – latina
- Miroslavo – španělština
- Mirosław – polština
- Myroslav – ukrajinština

## Známí nositelé jména
- Miroslav Čapek - český poslanec, soudce
- Miroslav Donutil – český herec
- Miroslav Grebeníček – český komunistický politik
- Miroslav Holeňák – český fotbalista
- Miroslav Homola – český herec
- Miroslav Horníček – český herec, spisovatel, režisér, výtvarník a divadelní teoretik
- Miroslav Ivanov – český spisovatel literatury faktu
- Miroslav Kalousek – český politik
- Miroslav Klose – německý fotbalista
- Mirko Kokotović - chorvatský fotbalista a trenér
- Miroslav Krejčí – český hudební skladatel
- Miroslav Krobot – český herec a vysokoškolský pedagog
- Miroslav Macháček – český herec
- Miroslav Matušovič – český fotbalista
- Miroslav Plzák – český lékař
- Miroslav Sládek – český krajně pravicový politik
- Miroslav Slepička – český fotbalista
- Miroslav Srnka – český skladatel a muzikolog
- Miroslav Šatan – slovenský hokejista
- Miroslav Šimůnek – český herec a moderátor
- Miroslav Šmajda – slovenský finalista ČeskoSlovenské Superstar, zpěvák
- Miroslav Šuta – český lékař
- Miroslav Tyrš – český kritik, historik umění, estetik, pedagog, spoluzakladatel Sokola
- Miroslav Virius – český pedagog
- Miroslav Vitouš – český jazzový hudebník
- Miroslav Wanek – český básník, textař a hudebník
- Miroslav Zikmund – český cestovatel a spisovatel
- Miroslav Žbirka – slovenský zpěvák